# Achaea xanthodera
Achaea xanthodera is een vlinder van de familie van de spinneruilen (Erebidae). De wetenschappelijke naam van deze soort is voor het eerst voorgesteld als Naxia xanthodera door William Jacob Holland in een publicatie uit 1894.
De soort komt voor in Nigeria en Gabon.